# Жмудь (гміна)
Гміна Жмудь (пол. Gmina Żmudź) — сільська гміна у східній Польщі. Належить до Холмського повіту Люблінського воєводства.
Станом на 31 грудня 2011 у гміні жила 3281 особа.

## Площа
Згідно з даними за 2007 рік площа гміни становила 135.83 км², у тому числі:
- орні землі: 71.00%
- ліси: 21.00%

Отже площа гміни становить 7.63% площі повіту.

## Населення
Станом на 31 грудня 2011:
| Опис     | Загалом | Загалом | Чоловіки | Чоловіки | Жінки | Жінки |
| -------- | ------- | ------- | -------- | -------- | ----- | ----- |
| одиниця  | осіб    | %       | осіб     | %        | осіб  | %     |
| все      | 3281    | 100     | 1620     | 49.38    | 1661  | 50.62 |
| міське   | 0       | 100     | 0        |          | 0     |       |
| сільське | 3281    | 100     | 1620     | 49.38    | 1661  | 50.62 |

## Сусідні гміни
Гміна Жмудь межує з такими гмінами: Білопілля, Войславичі, Дорогуськ, Дубенка, Камінь, Лісневичі.

## Історія
За даними Варшавського статистичного комітету у гміні Жмудь у 1909 р. жило 9,2 тис. осіб, у тому числі 64,6%  православних і 19,4% римо-католиків (у порівнянні з даними 1905 р. віросповідні відносини не змінилися).
На території гміни збереглися колишні православні церкви у Жмуді і Клештові, та каплиця у Дрищеві (усіх уживають римо-католики) та греко-католицькі або православні могилки у Ліщанах, Поболовичах і Ростоці.